# 팻 뮤직

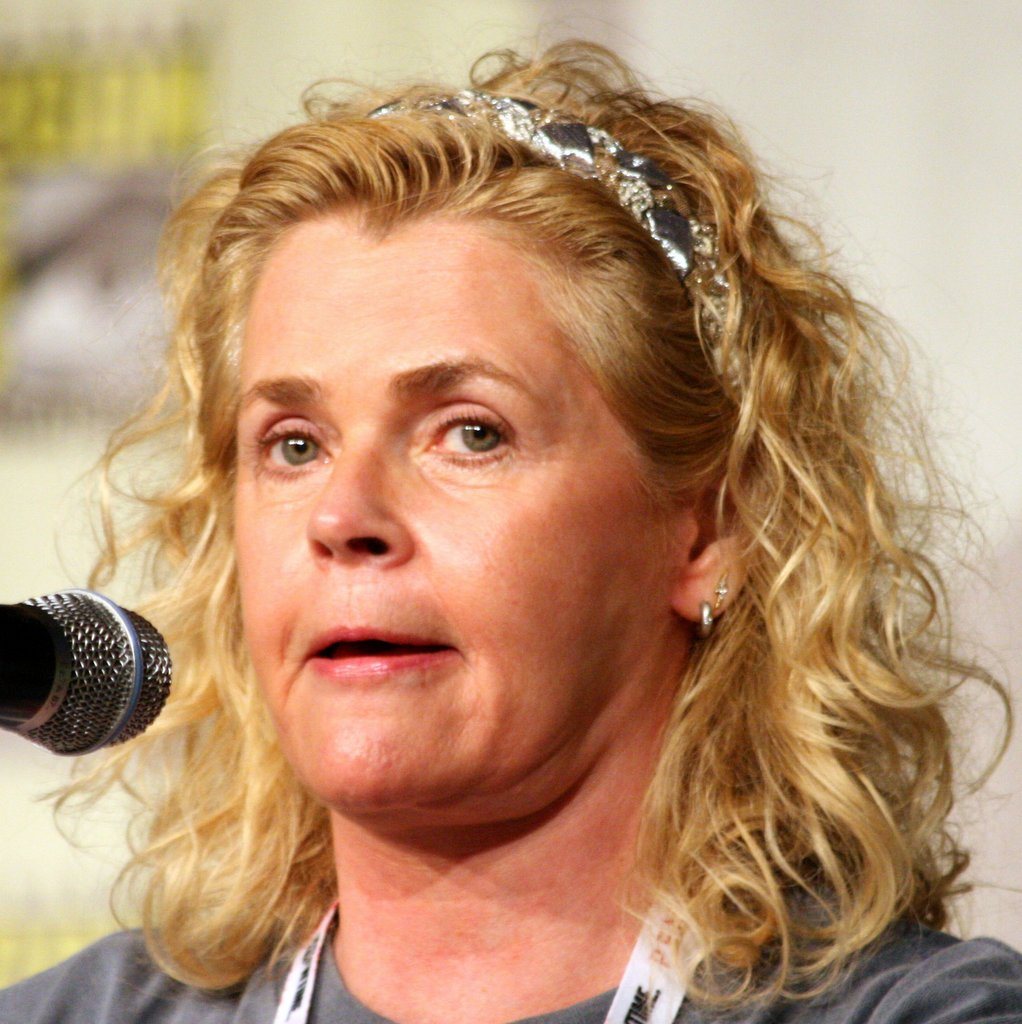

팻 뮤직(Pat Musick, 1956년 11월 1일 ~ )은 미국의 배우, 텔레비전 배우, 성우, 영화배우이다.
세인트루이스에서 태어났다.

## 영화
- 배트맨 - 고담 나이트 (2008년)
- 나인 라이브즈 (2005년)
- 스누피 - 피리 부는 스누피 (2000년)
- 피블의 모험 4 (1999년)
- 피블의 모험 3 (1998년) - 토니 목소리 역
- 페이스 (1996년)
- 페블과 펭귄 (1995년)
- 암드 앤 이노센트 (1994년)
- 썸벨리나 (1994년)
- 피블의 모험 (1986년) - 토니 토포니 목소리 역
- 로크 네스 호러 (1981년)
- 개구쟁이 스머프 (1981년)